# Chitonospora
Chitonospora — рід грибів. Назва вперше опублікована 1891 року.

## Класифікація
До роду Chitonospora відносять 1 вид:
- Chitonospora ammophila